# Tulane University
Tulane University (Uniwersytet Tulane’a) – amerykański uniwersytet niepubliczny z siedzibą w Nowym Orleanie. 
Uczelnię założono w 1834 jako Medical College of Louisiana. Powstała jako druga szkoła medyczna w południowej części kraju i piętnasta w Stanach Zjednoczonych. Podczas wojny secesyjnej placówka była zamknięta. W 1884 uniwersytet przekształcono w uczelnię niepubliczną i nazwano Tulane University of Louisiana, od nazwiska darczyńcy, Paula Tulane’a. W 2005 po przejściu huraganu Katrina, który nawiedził Nowy Orlean i spowodował zniszczenia na znacznym obszarze miasta, władze uczelni zawiesiły zajęcia w semestrze jesiennym. Wznowiono je na wiosnę 2006, a uczestniczyło w nich 93% studentów.
W skład uniwersytetu wchodzi 8 wydziałów. W 2011 liczba studentów wynosiła 10 519. W 2017 w rankingu uniwersytetów w USA uczelnia uplasowała się na 39. pozycji. 
Uczelniane drużyny sportowe noszą nazwę Tulane Green Wave i występują w NCAA Division I. Tytuł mistrzowski NCAA na tym poziomie zdobyła dla uczelni sekcja tenisa w 1959.